# Badminton nos Jogos Olímpicos de Verão de 2024 - Duplas mistas
O torneio de duplas mistas do badminton nos Jogos Olímpicos de Verão de 2024 ocorreu entre 27 de julho e 2 de agosto de 2024 na Porte de La Chapelle Arena, em Paris. Um total de 32 jogadores de 14 Comitês Olímpicos Nacionais (CON) participaram do evento.

## Qualificação
A qualificação se deu inteiramente através do ranking "Race to Paris" da Federação Mundial de Badminton (BWF). Os CONs com pelo menos duas duplas entre as oito primeiras no ranking puderam enviar um máximo de duas duplas (4 jogadores); todos os demais CONs ficaram limitadas a uma única dupla, respeitando suas posições no ranking mundial, até que o limite de 16 duplas fossem atingido. No entanto, cada continente teve a garantia de ter pelo menos uma dupla representada, eliminando os piores classificados para abrir espaço para uma garantia continental, se necessário.

## Calendário
| G | Fase de grupos | QF | Quartas de final | SF | Semifinais | M | Disputas de medalhas |

| 27 jul | 28 jul | 29 jul | 30 jul | 31 jul | 1 ago | 2 ago |
| ------ | ------ | ------ | ------ | ------ | ----- | ----- |
| G      | G      | G      |        | QF     | SF    | M     |

## Medalhistas
| Ouro   | CHN Zheng Siwei e Huang Yaqiong     |
| Prata  | KOR Kim Won-ho e Jeong Na-eun       |
| Bronze | JPN Yuta Watanabe e Arisa Higashino |

## Resultados

### Fase de grupos
A fase de grupos foi disputada entre 27 e 29 de julho. As duas primeiras duplas de cada grupo avançaram para a fase final.
|  | Classificados às quartas de final |

Todas as partidas seguem o fuso horário local (UTC+2)

#### Grupo A
| Equipe                                       | J | V | D | SG | SP | Pts |
| -------------------------------------------- | - | - | - | -- | -- | --- |
| CHN Zheng Siwei / Huang Yaqiong              | 3 | 3 | 0 | 6  | 0  | 3   |
| KOR Kim Won-ho / Jeong Na-eun                | 3 | 1 | 2 | 3  | 4  | 1   |
| FRA Thom Gicquel / Delphine Delrue           | 3 | 1 | 2 | 2  | 4  | 1   |
| INA Rinov Rivaldy / Pitha Haningtyas Mentari | 3 | 1 | 2 | 2  | 5  | 1   |

| Data        | Hora  | Equipe 1                               | Placar | Equipe 2                               | Set 1 | Set 2 | Set 3 | Relatório |
| ----------- | ----- | -------------------------------------- | ------ | -------------------------------------- | ----- | ----- | ----- | --------- |
| 27 de julho | 15:40 | Zheng Siwei Huang Yaqiong              | 2–0    | Thom Gicquel Delphine Delrue           | 21–14 | 23–21 |       | Relatório |
| 27 de julho | 15:40 | Kim Won-ho Jeong Na-eun                | 1–2    | Rinov Rivaldy Pitha Haningtyas Mentari | 20–22 | 21–14 | 19–21 | Relatório |
| 28 de julho | 14:00 | Zheng Siwei Huang Yaqiong              | 2–0    | Rinov Rivaldy Pitha Haningtyas Mentari | 21–10 | 21–3  |       | Relatório |
| 28 de julho | 14:50 | Kim Won-ho Jeong Na-eun                | 2–0    | Thom Gicquel Delphine Delrue           | 22–20 | 21–16 |       | Relatório |
| 29 de julho | 09:20 | Zheng Siwei Huang Yaqiong              | 2–0    | Kim Won-ho Jeong Na-eun                | 21–13 | 21–14 |       | Relatório |
| 29 de julho | 10:10 | Rinov Rivaldy Pitha Haningtyas Mentari | 0–2    | Thom Gicquel Delphine Delrue           | 13–21 | 15–21 |       | Relatório |

#### Grupo B
| Equipe                                               | J | V | D | SG | SP | Pts |
| ---------------------------------------------------- | - | - | - | -- | -- | --- |
| KOR Seo Seung-jae / Chae Yoo-jung                    | 3 | 3 | 0 | 6  | 1  | 3   |
| THA Dechapol Puavaranukroh / Sapsiree Taerattanachai | 3 | 2 | 1 | 5  | 2  | 2   |
| NED Robin Tabeling / Selena Piek                     | 3 | 1 | 2 | 2  | 4  | 1   |
| ALG Koceila Mammeri / Tanina Mammeri                 | 3 | 0 | 3 | 0  | 6  | 0   |

| Data        | Hora  | Equipe 1                                       | Placar | Equipe 2                                       | Set 1 | Set 2 | Set 3 | Relatório |
| ----------- | ----- | ---------------------------------------------- | ------ | ---------------------------------------------- | ----- | ----- | ----- | --------- |
| 27 de julho | 08:30 | Seo Seung-jae Chae Yoo-jung                    | 2–0    | Koceila Mammeri Tanina Mammeri                 | 21–10 | 21–7  |       | Relatório |
| 27 de julho | 10:00 | Dechapol Puavaranukroh Sapsiree Taerattanachai | 2–0    | Robin Tabeling Selena Piek                     | 21–14 | 21–16 |       | Relatório |
| 28 de julho | 19:30 | Dechapol Puavaranukroh Sapsiree Taerattanachai | 2–0    | Koceila Mammeri Tanina Mammeri                 | 21–14 | 21–9  |       | Relatório |
| 28 de julho | 21:10 | Seo Seung-jae Chae Yoo-jung                    | 2–0    | Robin Tabeling Selena Piek                     | 21–16 | 21–12 |       | Relatório |
| 29 de julho | 14:00 | Seo Seung-jae Chae Yoo-jung                    | 2–1    | Dechapol Puavaranukroh Sapsiree Taerattanachai | 21–16 | 10–21 | 21–15 | Relatório |
| 29 de julho | 15:40 | Robin Tabeling Selena Piek                     | 2–0    | Koceila Mammeri Tanina Mammeri                 | 21–18 | 21–9  |       | Relatório |

#### Grupo C
| Equipe                                       | J | V | D | SG | SP | Pts |
| -------------------------------------------- | - | - | - | -- | -- | --- |
| JPN Yuta Watanabe / Arisa Higashino          | 2 | 2 | 0 | 4  | 1  | 2   |
| HKG Tang Chun Man / Tse Ying Suet            | 2 | 1 | 1 | 3  | 2  | 1   |
| TPE Ye Hong-wei / Lee Chia-hsin              | 2 | 0 | 2 | 0  | 4  | 0   |
| DEN Mathias Christiansen / Alexandra Bøje[a] | 0 | 0 | 0 | 0  | 0  | 0   |

a  Christiansen desistiu antes da competição.
| Data        | Hora  | Equipe 1                      | Placar | Equipe 2                    | Set 1 | Set 2 | Set 3 | Relatório |
| ----------- | ----- | ----------------------------- | ------ | --------------------------- | ----- | ----- | ----- | --------- |
| 27 de julho | 14:00 | Tang Chun Man Tse Ying Suet   | 2–0    | Ye Hong-wei Lee Chia-hsin   | 21–13 | 21–13 |       | Relatório |
| 28 de julho | 21:10 | Yuta Watanabe Arisa Higashino | 2–0    | Ye Hong-wei Lee Chia-hsin   | 21–14 | 21–13 |       | Relatório |
| 29 de julho | 20:20 | Yuta Watanabe Arisa Higashino | 2–1    | Tang Chun Man Tse Ying Suet | 21–17 | 14–21 | 21–18 | Relatório |

#### Grupo D
| Equipe                           | J | V | D | SG | SP | Pts |
| -------------------------------- | - | - | - | -- | -- | --- |
| MAS Chen Tang Jie / Toh Ee Wei   | 3 | 3 | 0 | 6  | 1  | 3   |
| CHN Feng Yanzhe / Huang Dongping | 3 | 2 | 1 | 5  | 2  | 2   |
| SGP Terry Hee / Jessica Tan      | 3 | 1 | 2 | 2  | 4  | 1   |
| USA Vinson Chiu / Jennie Gai     | 3 | 0 | 3 | 0  | 6  | 0   |

| Data        | Hora  | Jogador 1                  | Placar | Jogador 2                | Set 1 | Set 2 | Set 3 | Relatório |
| ----------- | ----- | -------------------------- | ------ | ------------------------ | ----- | ----- | ----- | --------- |
| 27 de julho | 08:30 | Feng Yanzhe Huang Dongping | 2–0    | Vinson Chiu Jennie Gai   | 21–11 | 21–14 |       | Relatório |
| 27 de julho | 09:20 | Chen Tang Jie Toh Ee Wei   | 2–0    | Terry Hee Jessica Tan    | 23–21 | 21–12 |       | Relatório |
| 28 de julho | 08:30 | Feng Yanzhe Huang Dongping | 2–0    | Terry Hee Jessica Tan    | 21–13 | 21–17 |       | Relatório |
| 28 de julho | 11:00 | Chen Tang Jie Toh Ee Wei   | 2–0    | Vinson Chiu Jennie Gai   | 21–15 | 24–22 |       | Relatório |
| 29 de julho | 08:30 | Feng Yanzhe Huang Dongping | 1–2    | Chen Tang Jie Toh Ee Wei | 21–17 | 15–21 | 16–21 | Relatório |
| 29 de julho | 11:00 | Terry Hee Jessica Tan      | 2–0    | Vinson Chiu Jennie Gai   | 21–17 | 21–12 |       | Relatório |

### Fase final
A fase final foi disputada em formato eliminatório direto, entre 31 de julho e 2 de agosto, até a definição dos medalhistas.
|  | Quartas de final                                       | Quartas de final                                       | Quartas de final                      | Quartas de final                      | Quartas de final |                                     |                                     | Semifinal                           | Semifinal                           | Semifinal | Semifinal | Semifinal |                                       |                                       | Final               | Final               | Final               | Final | Final |  |
|  |                                                        |                                                        |                                       |                                       |                  |                                     |                                     |                                     |                                     |           |           |           |                                       |                                       |                     |                     |                     |       |       |  |
|  | CHN Zheng Siwei CHN Huang Yaqiong                      | CHN Zheng Siwei CHN Huang Yaqiong                      | 21                                    | 21                                    |                  |                                     |                                     |                                     |                                     |           |           |           |                                       |                                       |                     |                     |                     |       |       |  |
|  | CHN Zheng Siwei CHN Huang Yaqiong                      | CHN Zheng Siwei CHN Huang Yaqiong                      | 21                                    | 21                                    |                  |                                     |                                     |                                     |                                     |           |           |           |                                       |                                       |                     |                     |                     |       |       |  |
|  | CHN Feng Yanzhe CHN Huang Dongping                     | CHN Feng Yanzhe CHN Huang Dongping                     | 16                                    | 15                                    |                  |                                     |                                     |                                     |                                     |           |           |           |                                       |                                       |                     |                     |                     |       |       |  |
|  | CHN Feng Yanzhe CHN Huang Dongping                     | CHN Feng Yanzhe CHN Huang Dongping                     | 16                                    | 15                                    |                  | CHN Zheng Siwei CHN Huang Yaqiong   | CHN Zheng Siwei CHN Huang Yaqiong   | 21                                  | 21                                  |           |           |           |                                       |                                       |                     |                     |                     |       |       |  |
|  |                                                        |                                                        |                                       |                                       |                  | CHN Zheng Siwei CHN Huang Yaqiong   | CHN Zheng Siwei CHN Huang Yaqiong   | 21                                  | 21                                  |           |           |           |                                       |                                       |                     |                     |                     |       |       |  |
|  |                                                        |                                                        | JPN Yuta Watanabe JPN Arisa Higashino | JPN Yuta Watanabe JPN Arisa Higashino | 14               | 15                                  |                                     |                                     |                                     |           |           |           |                                       |                                       |                     |                     |                     |       |       |  |
|  | JPN Yuta Watanabe JPN Arisa Higashino                  | JPN Yuta Watanabe JPN Arisa Higashino                  | JPN Yuta Watanabe JPN Arisa Higashino | JPN Yuta Watanabe JPN Arisa Higashino | 14               | 15                                  | 23                                  | 21                                  |                                     |           |           |           |                                       |                                       |                     |                     |                     |       |       |  |
|  | JPN Yuta Watanabe JPN Arisa Higashino                  | JPN Yuta Watanabe JPN Arisa Higashino                  |                                       |                                       |                  |                                     |                                     |                                     |                                     |           |           |           |                                       |                                       |                     |                     |                     |       |       |  |
|  | THA Dechapol Puavaranukroh THA Sapsiree Taerattanachai | THA Dechapol Puavaranukroh THA Sapsiree Taerattanachai | 21                                    | 14                                    |                  |                                     |                                     |                                     |                                     |           |           |           |                                       |                                       |                     |                     |                     |       |       |  |
|  | THA Dechapol Puavaranukroh THA Sapsiree Taerattanachai | THA Dechapol Puavaranukroh THA Sapsiree Taerattanachai | 21                                    | 14                                    |                  | CHN Zheng Siwei CHN Huang Yaqiong   | CHN Zheng Siwei CHN Huang Yaqiong   | 21                                  | 21                                  |           |           |           |                                       |                                       |                     |                     |                     |       |       |  |
|  |                                                        |                                                        |                                       |                                       |                  |                                     |                                     |                                     |                                     |           |           |           |                                       |                                       |                     |                     |                     |       |       |  |
|  |                                                        |                                                        | KOR Kim Won-ho KOR Jeong Na-eun       | KOR Kim Won-ho KOR Jeong Na-eun       | 8                | 11                                  |                                     |                                     |                                     |           |           |           |                                       |                                       |                     |                     |                     |       |       |  |
|  | HKG Tang Chun Man HKG Tse Ying Suet                    | HKG Tang Chun Man HKG Tse Ying Suet                    | KOR Kim Won-ho KOR Jeong Na-eun       | KOR Kim Won-ho KOR Jeong Na-eun       | 8                | 11                                  | 15                                  | 10                                  |                                     |           |           |           |                                       |                                       |                     |                     |                     |       |       |  |
|  | HKG Tang Chun Man HKG Tse Ying Suet                    | HKG Tang Chun Man HKG Tse Ying Suet                    |                                       |                                       |                  |                                     | 15                                  | 10                                  |                                     |           |           |           |                                       |                                       |                     |                     |                     |       |       |  |
|  | KOR Seo Seung-jae KOR Chae Yoo-jung                    | KOR Seo Seung-jae KOR Chae Yoo-jung                    | 21                                    | 21                                    |                  |                                     |                                     |                                     |                                     |           |           |           |                                       |                                       |                     |                     |                     |       |       |  |
|  | KOR Seo Seung-jae KOR Chae Yoo-jung                    | KOR Seo Seung-jae KOR Chae Yoo-jung                    | 21                                    | 21                                    |                  | KOR Seo Seung-jae KOR Chae Yoo-jung | KOR Seo Seung-jae KOR Chae Yoo-jung | 16                                  | 22                                  | 21        |           |           | Disputa pelo bronze                   | Disputa pelo bronze                   | Disputa pelo bronze | Disputa pelo bronze | Disputa pelo bronze |       |       |  |
|  |                                                        |                                                        |                                       |                                       |                  | KOR Seo Seung-jae KOR Chae Yoo-jung | KOR Seo Seung-jae KOR Chae Yoo-jung | 16                                  | 22                                  | 21        |           |           |                                       |                                       |                     |                     |                     |       |       |  |
|  |                                                        |                                                        | KOR Kim Won-ho KOR Jeong Na-eun       | KOR Kim Won-ho KOR Jeong Na-eun       | 21               | 20                                  | 23                                  |                                     |                                     |           |           |           |                                       |                                       |                     |                     |                     |       |       |  |
|  | KOR Kim Won-ho KOR Jeong Na-eun                        | KOR Kim Won-ho KOR Jeong Na-eun                        | KOR Kim Won-ho KOR Jeong Na-eun       | KOR Kim Won-ho KOR Jeong Na-eun       | 21               | 20                                  | 23                                  | 21                                  | 21                                  |           |           |           | JPN Yuta Watanabe JPN Arisa Higashino | JPN Yuta Watanabe JPN Arisa Higashino | 21                  | 22                  |                     |       |       |  |
|  | KOR Kim Won-ho KOR Jeong Na-eun                        | KOR Kim Won-ho KOR Jeong Na-eun                        |                                       |                                       |                  |                                     |                                     |                                     |                                     |           |           |           | JPN Yuta Watanabe JPN Arisa Higashino | JPN Yuta Watanabe JPN Arisa Higashino | 21                  | 22                  |                     |       |       |  |
|  | MAS Chen Tang Jie MAS Toh Ee Wei                       | MAS Chen Tang Jie MAS Toh Ee Wei                       | 19                                    | 14                                    |                  |                                     |                                     | KOR Seo Seung-jae KOR Chae Yoo-jung | KOR Seo Seung-jae KOR Chae Yoo-jung | 13        | 20        |           |                                       |                                       |                     |                     |                     |       |       |  |